# Nikołaj Wojewodski
Nikołaj Stiepanowicz Wojewodski, ros. Николай Степанович Воеводск (ur. 5 września?/17 września 1888 w Sankt Petersburgu, zm. 28 stycznia 1975 w Barcelonie) – rosyjski wojskowy (sztabsrotmistrz), major RAF, emigracyjny konstruktor lotniczy.
W 1908 r. ukończył Korpus Paziów, po czym służył w stopniu korneta w Pułku Kawalergardskim. W 1910 r. ukończył oficerską szkołę fechtunkowo-gimnastyczną. W 1912 r. awansował do stopnia porucznika. W 1913 r. został komendantem szkoły pułkowej. Czasowo dowodził jednym ze szwadronów pułku. Następnie uczył się w imperatorskim aeroklubie wszechrosyjskim. W 1914 r. ukończył oficerską szkołę lotniczą.
Brał udział w I wojnie światowej. Służył w 1 Korpuśnym Oddziale Lotniczym. Odznaczono go Orderem Św. Jerzego 4 klasy. Pod koniec 1914 r. zorganizował lotniczy oddział specjalnego przeznaczenia mający ochraniać Warszawę przed nalotami niemieckimi. W połowie marca 1915 r. przeniesiono go do 5 Armijnego Oddziału Lotniczego, zaś krótko po tym objął jego dowództwo. Jednocześnie zajmował się projektowaniem nowych typów konstrukcji i uzbrojenia lotniczego. W grudniu tego roku odkomenderowano go do Piotrogradu w celu przyjęcia i przetestowania nowych samolotów. W marcu 1916 r. powrócił do macierzystego oddziału lotniczego. Wkrótce w stopniu sztabsrotmistrza został dowódcą Gwardyjskiego Dywizjonu Lotniczego. W połowie października tego roku przeniesiono go do Zarządu Lotnictwa Wojskowego. Wyjechał do Wielkiej Brytanii, gdzie był członkiem misji zakupowej nowego sprzętu lotniczego. Współpracował też z taką samą misją we Francji.
Po przejęciu władzy w Rosji przez bolszewików wstąpił do RAF, otrzymując stopień majora. Jednocześnie pełnił funkcję agenta wojskowego wojsk białych przy brytyjskich siłach zbrojnych. Po ich klęsce pozostał w Wielkiej Brytanii, projektując nowe typy samolotów. Od 1922 r. rozpoczęto budowę samolotu jego konstrukcji o nazwie Dreadnought, ale w 1924 r. zawieszono ją w związku z licznymi awariami. W tej sytuacji N.S. Wojewodski odszedł z wojska, po czym został właścicielem antykwariatu.
Po wybuchu wojny domowej w Hiszpanii w 1936 r. wstąpił ochotniczo do wojsk gen. Francisco Franco. Wspierał organizację lotnictwa wojskowego frankistów, a następnie szkolenie pilotów. Po zakończeniu wojny na pocz. 1939 r. pozostał w Hiszpanii.